# カットー男爵
カットー男爵（英: Baron Catto）は、イギリスの貴族、男爵、連合王国貴族爵位。実業家トマス・カットーが1936年に叙されたことに始まる。

## 歴史
トマス・カットー(1878-1959)は海運業から身を起こした人物で、第一次世界大戦勃発後はロシアへの物資輸送任務に従事したほか、1944年から1949年にかけてはイングランド銀行総裁を務めた実業家である。彼は第一次大戦中の功績から1921年7月5日に連合王国準男爵位の「(ピーターヘッドの)準男爵(Baronet, of Peterhead)」を授けられた。さらに1936年2月24日には連合王国貴族として「アバディーン州ケアンカットーのカットー男爵(Baron Catto, of Cairncatto in the County of Aberdeen)」に叙されて貴族に上った。
2代男爵ステファン(1923-2001)も父と同じく実業家の道を歩んだ。父がパートナーを務めた投資銀行モーガン＆グレンフェルグループ会長を務め、積極的な買収を行って辣腕ぶりを示した。
その子である3代男爵イニス(1950-)が男爵家の現当主である。

男爵家の家訓は『手袋をはめて触れよ(Touch not Gloveless))』。

## 現当主の保有爵位
現当主である第3代カットー男爵イニス・カットーは以下の爵位を有する。
- 第3代アバディーン州ケアンカットーのカットー男爵(Baron Catto, of Cairncatto in the County of Aberdeen)
（1936年2月24日の勅許状による連合王国貴族爵位）
- 第3代(ピーターヘッドの)準男爵(Baronet, of Peterhead)
（1921年7月5日の勅許状による連合王国準男爵位）

## カットー男爵（1936年）
- 初代カットー男爵トマス・サイヴライト・カットー（英語版）（1878-1959）
- 第2代カットー男爵ステファン・ゴードン・カットー（英語版）（1923-2001）
- 第3代カットー男爵イニス・ゴードン・カットー（1950-）

爵位の推定相続人は現当主の弟であるアレクサンダー・ゴードン・カットー閣下(1952-)。
推定相続人の法定推定相続人はその息子のトマス・イニス・ゴードン・カットー(1983-)。

## 略譜図
- 初代カットー男爵トマス・カットー（英語版） (1879 – 1959)
  -  第2代カットー男爵ステファン・カットー（英語版）
    -  第3代カットー男爵イニス・カットー (1950-)
    - (1) アレクサンダー・カットー閣下 (1952-)
      - (2) トマス・イニス・カットー(1983-)
      - (3) アラステア・ゴードン・カットー (1986-)

    - (4) ジェームズ・ステュアート・ゴードン・カットー閣下 (1966-)
      - (5) ハミッシュ・ロバート・フォレスト・カットー (1998-)
      - (6) ジョック・ステファン。ゴードン・カットー (2001-)
      - (7) アンガス・ジェームズ・ゴードン・カットー (2004-)